# الاعتراف الأخير (فلم)
الاعتراف الأخير هو فيلم درامى رعب مصرى صدر عام 1978 من إخراج أنور الشناوى وبطولة كل من نور الشريف ونيللى ونبيلة عبيد وصلاح السعدنى ويُعد الفيلم تجربة جديدة في السينما المصرية تم المزج بين الرومانسية والدراما والغموض والرعب.

## الخلفية والالهام
استلهم المخرج أنور الشناوي فكرة فيلم «الاعتراف الأخير» من إحدى القصص الشعبية التي راجت في مدينة الإسكندرية خلال سبعينيات القرن العشرين، والمعروفة باسم «عفريتة الشاطبي». تدور القصة حول فتاة غامضة كانت تظهر ليلًا بالقرب من مقابر المسيحيين في منطقة الشاطبي، مرتدية ثوبًا أبيض، مما أثار حالة من الرعب والفضول بين الأهالي، ودفع الكثيرين إلى تجنب المرور من المنطقة ليلاً. وقد ظلت هذه القصة تتناقل شفهيًا بين سكان المدينة، حتى أصبحت جزءًا من التراث الشفهي المحلي، خاصة بين كبار السن. ووفقًا لما رواه أحد سكان المنطقة، فإن الحديث عن “عفريتة الشاطبي” كان منتشرًا على نطاق واسع، رغم أن حقيقتها لم تُحسم أبدًا. انطلاقًا من هذه الحكاية الشعبية، قدّم الشناوي معالجة درامية تمزج بين الرعب والرومانسية، مسلطًا الضوء على التداخل بين الواقع والأسطورة في الوعي الجمعي، وهو ما شكّل محور فيلمه الذي صدر عام 1978.

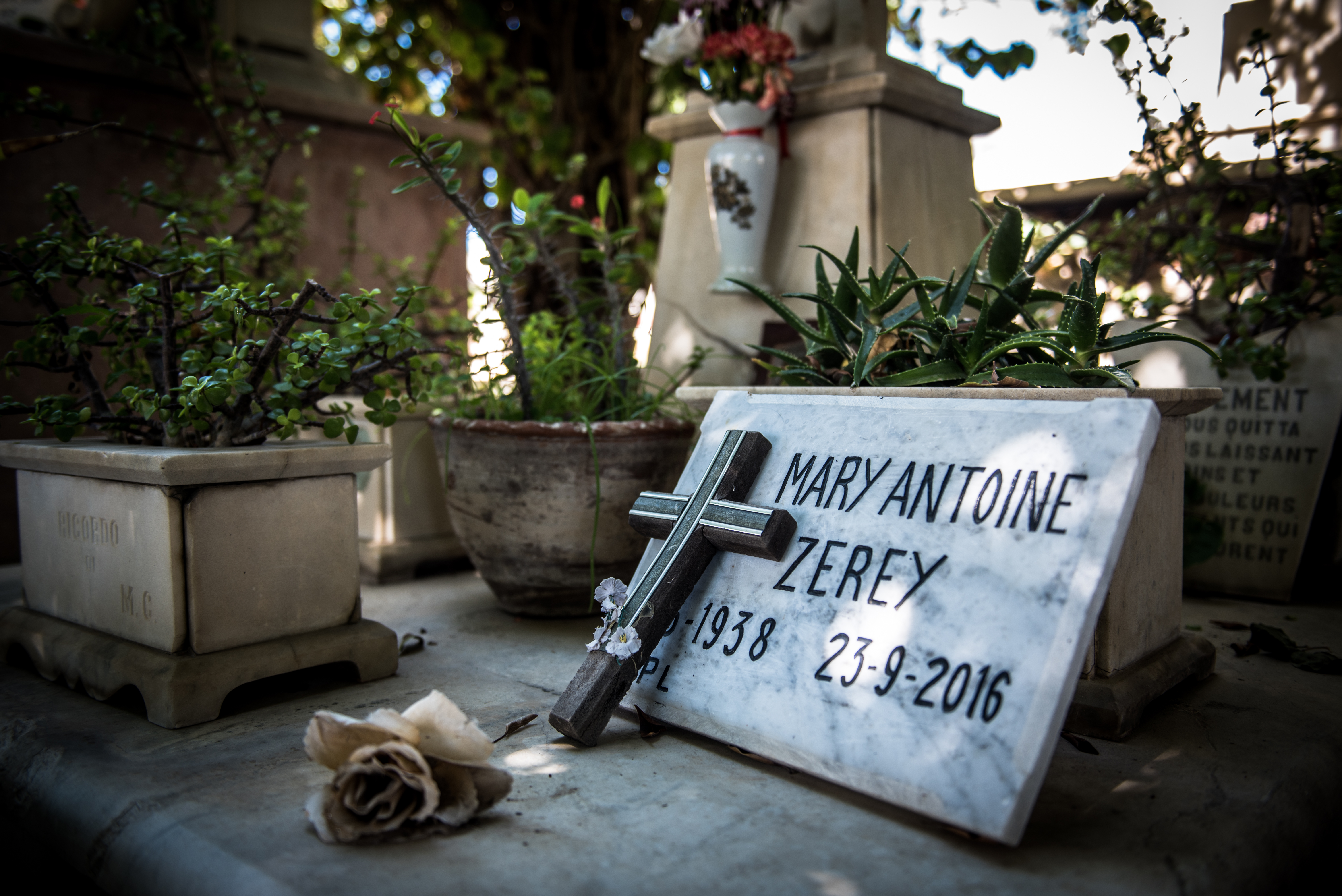
احدى مقابر اليونانيين بالشاطبي

## قصة الفيلم
تدور أحداث الفيلم حول أدهم خطاب (نور الشريف)، الذي يدخل في حالة من الانهيار النفسي بعد وفاة زوجته درية (نبيلة عبيد) في حادث سيارة، يشعر فيه بالذنب الشديد لأنه سمح لها بالقيادة رغم عدم إتقانها لها. هذا الحدث يترك أثرًا عميقًا في نفسه، ويحوّل حياته إلى سلسلة من الحزن والانعزال أفقدته الرغبة في الحياة يحاول صلاح (صلاح السعدنى)، صديقه وابن خالته، مساعدته على تجاوز أزمته، فلم يكن يتركه وحيدا بل كان يرافقه دائما ولما ساءت حالته أخذه إلى منزل والدته (قدرية كامل)، وعرضه على طبيب نفسي نصحه بإخراج أدهم من حالة الاكتئاب عبر تغيير الأجواء المحيطة به. يحاول صلاح إقناع أدهم بأن درية لم تكن مثالية كما كان يظن بل كانت انسانا عاديا له اخطاؤه، ويستغل صلاح نوم أدهم فيأخد مفاتيح شقته ويذهب للبحث في متعلقات درية التى خبأتها عن ادهم فيجد صلاح جوابات غرامية فيقوم بحرقها قبل ان يراها أدهم حتى يخفي عنه حقيقة درية وخيانتها،. في محاولة للترويح عنه. يصطحب صلاح أدهم إلى أحد الملاهي الليلية، حيث يلتقي بامرأة غامضة ترتدي ملابس بيضاء وتجلس بمفردها. تنجذب إليها مشاعره، وتشعره بالراحة لأول مرة منذ وفاة زوجته. تكشف له عن اسمها سميرة عبد الله (نيللي)، وتخبره بأنها كانت زميلته في الجامعة وكانت تحبه بصمت، إلا أنه لم يلاحظها لانشغاله بحبه لدرية. تكشف سميرة لأدهم أن درية كانت تخونه مع عدة أشخاص، من بينهم أستاذها رؤوف (مصطفى الشامي)، الذي كان بصحبتها ليلة وفاتها. يتذكر أدهم حينها جملة غامضة قالها له رؤوف أثناء العزاء: “سامحني يا أدهم”، والتي تبدأ في أخذ معنى جديد لديه. يتأثر أدهم بشدة من اعترافات سميرة، ويشعر بعاطفة قوية نحوها، لكنها تخبره بأنها تزوجت لاحقًا من المهندس نادر (رشوان توفيق) تحت ضغط أهلها، لكنها لم تستطع منحه حقوقه الزوجية بسبب تعلقها العاطفي السابق بأدهم. إثر ذلك، تمر بأزمة نفسية وتنقل إلى المستشفى.
يتعاطف أدهم مع معاناتها، ويطلب منها نسيان الماضي ومشاركته حياته الجديدة. توافق ظاهريًا وتطلب منه أن ينتظرها حتى تأخذ إذن أهلها. عندما تتأخر، يدخل أدهم وراءها ليكتشف مفاجأة صادمة أنه داخل جبانة موتي مسيحيين،، وأن اسم وصورة سميرة منقوشان على أحد شواهد القبور، فيدرك أنها كانت متوفاة طوال الوقت،. تنتهي القصة بعودة أدهم إلى دائرة الألم والضياع ويبدأ المعاناة من جديد.

## طاقم العمل

### إخراج
- أنور الشناوى[6]

### الكاتب
- أنور الشناوى (الفكرة)
- فراج إسماعيل (السيناريو)

### الممثلون
- نور الشريف – أدهم
- نيللى – سارة
- صلاح السعدنى – صلاح
- نبيلة عبيد – درية
- رشوان توفيق – نادر
- أحمد بدير
- سعاد شاهين – أُلفت
- مصطفى الشامى - الدكتور رؤوف
- سلامة إلياس- عبد الله
- فيفى يوسف - والدة سميرة
- أحمد عبد الوارث - فتحى

### المنتج
- المنتجون العرب

## جوائز
- حصل فيلم "الاعتراف الأخير 1978" على جائزة أحسن فيلم مصرى من المركز الكاثوليكى عام 1979.

## وصلات خارجية
- youtube. فيلم الاعتراف الاخير
- اليوم السابع قصة فيلم الاعتراف الأخير وطاقم العمل
- dailymotion. قصة الفيلم
- بيانات السنيما العربية elcinema.com . جائزة من المركز الكاثوليكى قاعدة بيانات الأفلام العربية. جائزة من المركز الكاثوليكى 1979